# Granada 74 CF
A Granada 74 CF, teljes nevén Granada 74 Club de Fútbol egy már megszűnt spanyol labdarúgócsapat. A klubot 2007-ben alapították, két évvel később szűnt meg

## Története
A klubot 2007 nyarán alapította egy granadai vállalkozó, Carlos Marsá Valdovinos, aki megvette a CF Ciudad de Murcia csapatát. Az újonnan létrejött csapat első szezonját a másodosztályban töltötte. Itt mindössze huszonegyedik helyen végzett, így kiesett. A következő szezonban a harmadosztályból is búcsúzni kényszerült.
2009 óta semmilyen bajnokságban nem indult.

## Statisztika
| Szezon     | Osztály | Poz. | Copa del Rey |
| ---------- | ------- | ---- | ------------ |
| 2007–08    | 2ª      | 21.  |              |
| 2008–09    | 2ªB     | 18.  |              |
| Nem indult | —       | —    |              |